# غوستافو جانيوني
غوستافو جانيوني (Gustavo Giagnoni) ؛ (أولبيا، 23 مارس 1933)، لاعب كرة قدم إيطالي سابق، ومدرب كرة قدم إيطالي سابق.
بدأ مسيرته الكروية مع نادي أولبيا في موسم 1954/1955، وفي عام 1955 انتقل إلى نادي ريدجانا، ولعب معهم حتى عام 1957، وفي عام 1957 انتقل إلى نادي مانتوفا، ولعب معهم حتى عام 1964، وشارك معهم في 200 مباراة وسجل 32 هدف، وفي موسم 1964/1965 انتقل إلى نادي ريدجانا، ولعب معهم 37 مباراة وسجل هدف واحد، وفي عام 1965 انتقل إلى نادي مانتوفا، ولعب معهم حتى عام 1968، وشارك معهم في 95 مباراة وسجل هدف واحد.
بدأ مسيرته التدريبية مع نادي تورينو في عام 1971، ودربهم حتى عام 1974، وفي موسم 1974/1975 درب نادي إيه سي ميلان، وفي موسم 1976/1977 درب نادي بولونيا، وفي موسم 1978/1979 درب نادي روما، وفي موسم 1979/1980 درب نادي بسكارا، وفي موسم 1982/1983 درب نادي كالياري، وفي موسم 1983/1984 درب نادي باليرمو، وفي موسم 1986/1987 درب نادي كالياري.

## روابط خارجية
- غوستافو جانيوني على موقع قاعدة بيانات كرة القدم.إي يو (الإنجليزية)
- غوستافو جانيوني على موقع عالم كرة القدم.نت (الإنجليزية)